# 未特定的分离障碍
未特定的分离障碍（英語：unspecified dissociative disorder），ICD-11称未特定的分离性障碍，是指符合分离障碍诊断标准，但未完全符合任一分离障碍类别诊断标准（解离性身份障碍、解离性遗忘症和人格解体-现实解体障碍）的精神障碍。与其他特定的分离障碍区别在于临床医师选择不说明不满足特定分离障碍类型诊断标准的理由，一般适用于如急诊室环境下信息不足难以进行更精确诊断等情形。